# Sestos

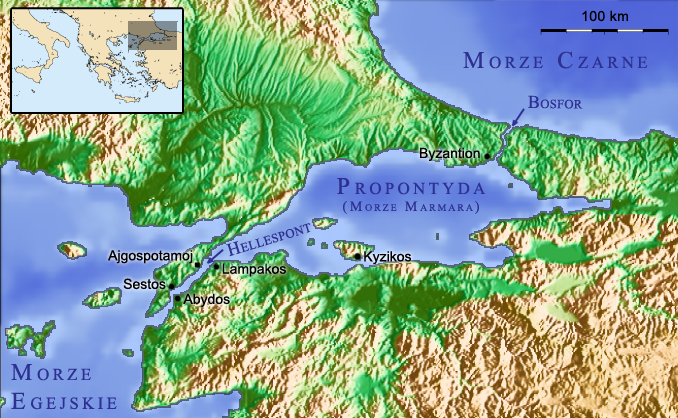
Położenie Sestos

Sestos (gr. Σηστός, łac. Sestus) – starożytne miasto greckie na wschodnim brzegu Chersonezu Trackiego na europejskim brzegu Hellespontu.
Położone naprzeciwko Abydos, w miejscu największego przewężenia dardanelskiej cieśniny, stanowiło punkt umożliwiający kontrolowanie żeglugi przez cieśniny czarnomorskie. W ciągu V i IV wieku p.n.e. było bazą morską Aten, które dzięki temu zapewniały sobie bezpieczeństwo dostaw zboża z basenu Morza Czarnego.
Miasto zostało założone przez kolonistów z Lesbos pod koniec VII w. p.n.e., ok. 600 p.n.e. Pod koniec VI w. p.n.e., ok. 512 p.n.e., zajęte przez króla perskiego Dariusza. Podczas najazdu Persji na Grecję w 480 p.n.e. perskie wojska Kserksesa przekroczyły Hellespont przy wykorzystaniu dwóch mostów pontonowych przerzuconych w pobliżu Sestos, i zajęły cały półwysep. Po zwycięskich dla Greków bitwach pod Platejami i Mykale ich siły oblegały i zdobyły miasto, wyzwalając też okoliczny region spod perskiego panowania. Ok. 478 p.n.e. Sestos przejęli Ateńczycy i stało się ono w tym rejonie ich główną bazą morską oraz członkiem Ateńskiego Związku Morskiego.
Sestos stanowiło również ważny punkt strategiczny w trakcie wojny peloponeskiej, gwarantując bezpieczeństwo żywnościowe Atenom, uzależnionym od dostaw zboża szlakiem wiodącym przez cieśninę. Po klęsce Aten kontrolę nad miastem przejęła Sparta. Powróciło ponownie pod kontrolę Aten w 365 p.n.e. W 338 p.n.e. Ateny oddały region Filipowi II Macedońskiemu, a w 334 p.n.e. Aleksander Wielki zajął miasto, skąd rozpoczął kampanię przeciwko Persji. W epoce hellenistycznej wielokrotnie zmieniało przynależność polityczną. W 190 p.n.e. zdobyte przez Rzymian i utraciło znaczenie strategiczne. W 188 p.n.e. Rzym przekazał miasto władcom Pergamonu, do Republiki Rzymskiej powróciło ono w 133 p.n.e. Obszar półwyspu przekształcono w ager publicus (terytorium zarządzane przez państwo), natomiast w czasach Oktawiana Augusta stało się własnością cesarską.